# Moda na década de 1980

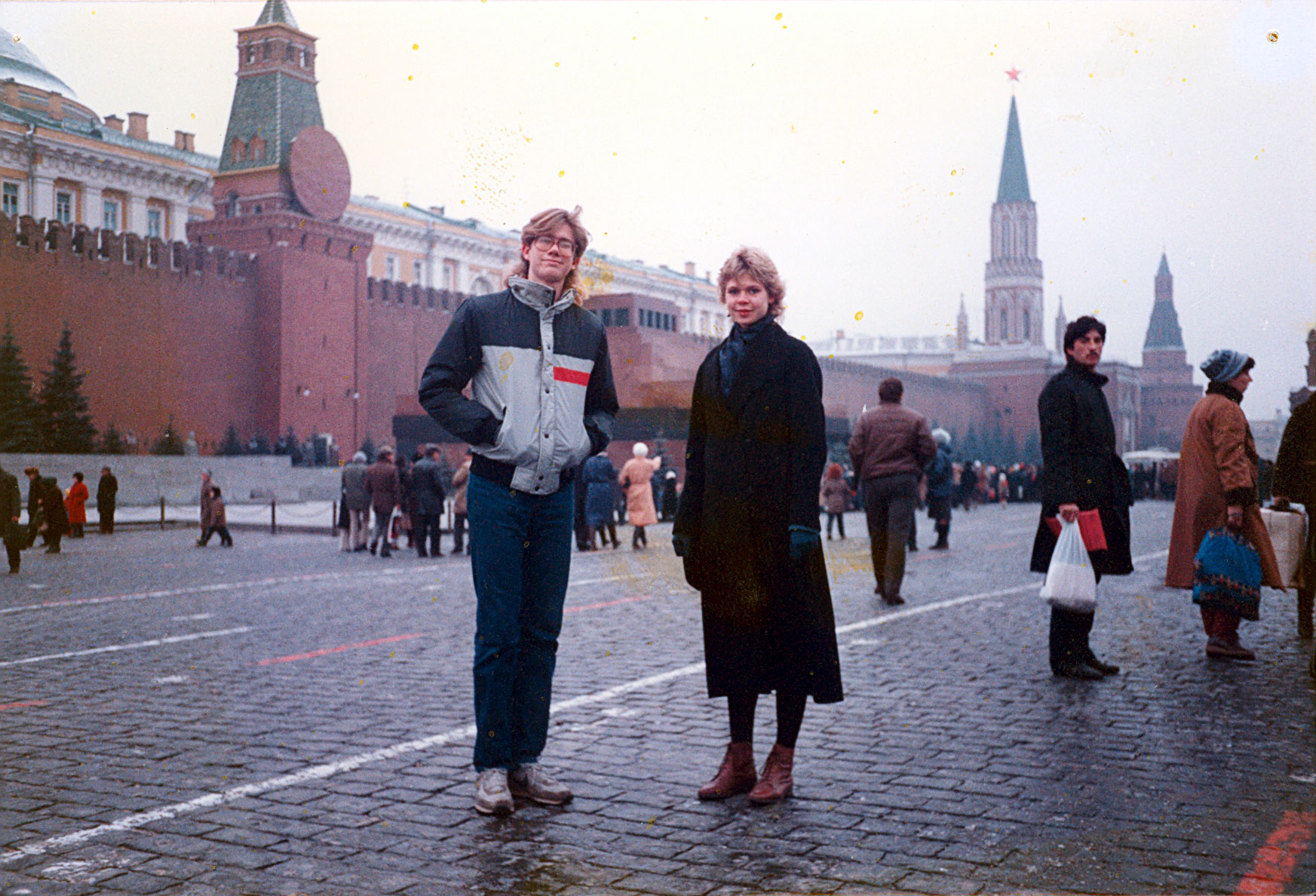
Moda de 1985

A moda no Ocidente na década de 1980 (tempo compreendido entre 1980 a 1989), a new wave (nova onda - em inglês), inspirou-se basicamente na onda da geração saúde e da febre da ginástica aeróbica. Contrariando a moda dos anos 60 e 70, onde em um vestuário da moda prevalecia roupas largas, artesanais e de inspiração indiana, nos anos 80 o uso de roupas de ginástica (lycra, sapatilha, polaina) no cotidiano, combinadas a roupas excêntricas e exageradas, com cores cítricas, estampas de animais e sobretudo muito alegrese de bolinhas, foi sem dúvida o grande marco na moda da época.
Na Grã-Bretanha, nas Américas, na Europa e na Austrália, enfatizaram fortemente roupas dispendiosas e acessórios de moda. Vestuário tendiam a ser muito brilhantes e vivos em aparência. As mulheres expressaram uma imagem de riqueza e sucesso através de jóias de fantasia brilhantes, como grandes brincos de bijuteria, pérolas colares e roupas cobertas com lantejoulas e diamantes. Moda Punk começou como uma reação contra o movimento hippie das últimas décadas e os valores materialistas da década atual.

## Moda feminina

### Início dos anos 1980 (1980–83)

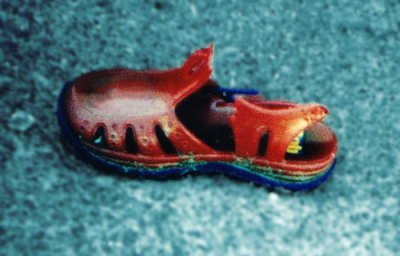
Um sapato clássico dos anos 80.

#### Minimalismo

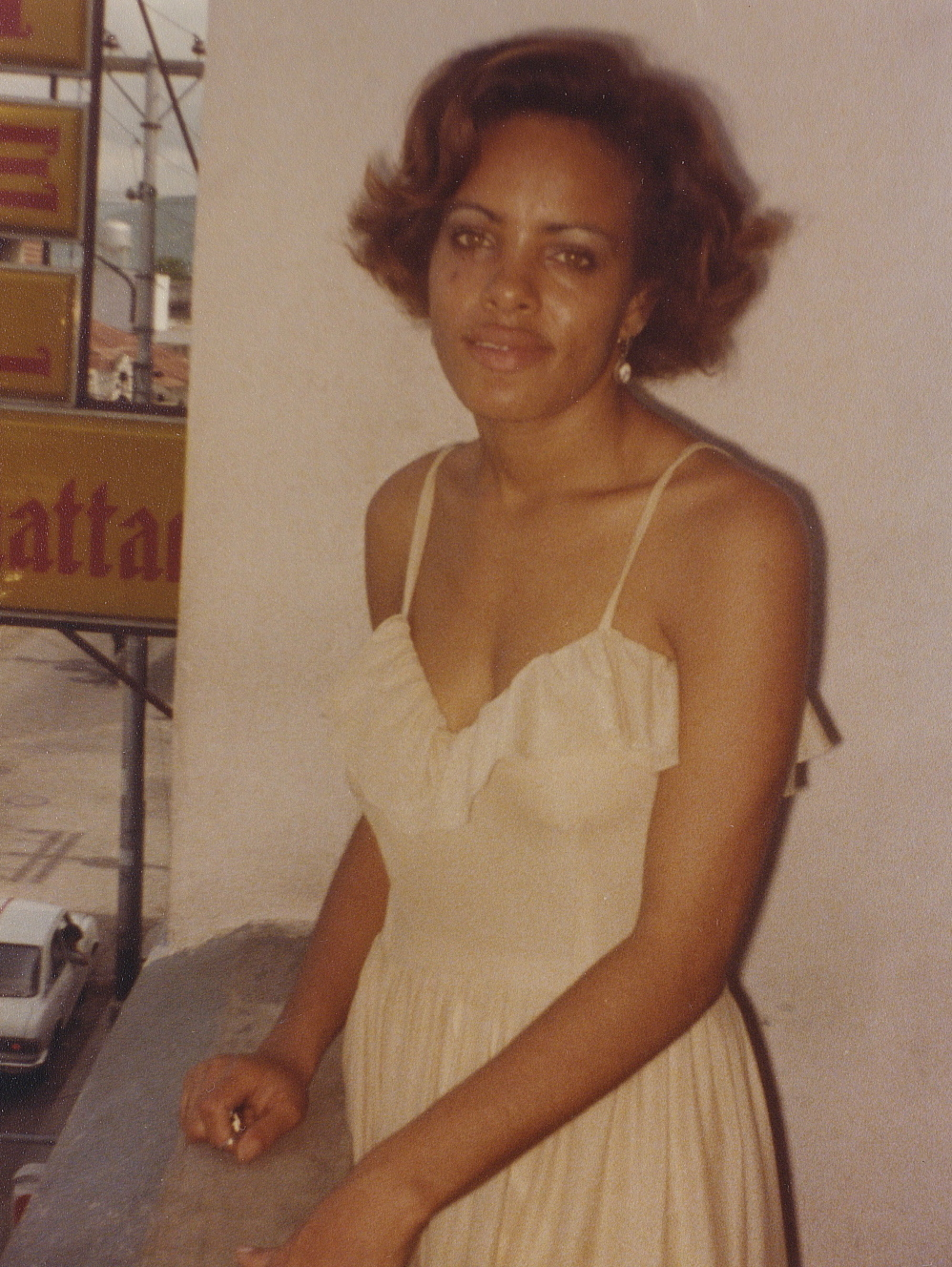
Mulher em 1980 usando um vestido spaghetti decotado.

- O início dos anos 1980 testemunhou uma reação contra a moda disco colorida do final dos anos 1970 em favor de uma abordagem minimalista da moda, com menos ênfase nos acessórios.  Nos Estados Unidos e na Europa, a praticidade era considerada tanto quanto a estética. No Reino Unido e na América do Sul e América Central, as cores das roupas eram moderadas, discretas e básicas;  tons variados de marrom, bronzeado, creme e laranja eram comuns.[2]
- Roupas da moda no início dos anos 1980 incluíam trajes unissex e específicos para cada gênero. A moda generalizada para mulheres no início dos anos 1980 incluía suéters (incluindo gola alta, gola redonda e variedades de decote em V);  Jaquetas com forro de pele;  túnicas; casacos de pele sintética; blazers de veludo;  Capa impermeáveis (feito em couro falso e real);[2] crop top;  parte superior do tubo; saias na altura do joelho (sem comprimento prescrito, pois os designers optaram pela escolha);  vestidos soltos, fluídos, na altura do joelho (com decotes altos e baixos, mangas de comprimentos variados e feitos em uma variedade de tecidos, incluindo algodão, seda, cetim e poliéster); calças largas de cintura alta; jeans bordadas;  calças de couro; e jeans de grife.[2][3][4] Calças femininas da década de 1980 eram, em geral, usadas com decotes longos e, em 1981, os jeans largos dos anos 70 saíram de moda em favor de calças retas.
- De 1980 a 1983, os acessórios femininos populares incluíam cintos finos, botas de cano alto com salto alto, tênis, e sapatos transparentes (uma nova tendência da época),[5] mulas, sapatos e botas redondas, pulseiras transparentes (inspiradas por Madonna em 1983),[6] sapatos com saltos grossos, pequenos colares finos (com uma variedade de materiais, como ouro e pérolas) e relógios de tamanhos menores.[2]

#### Mania da aeróbica
- A mania do fitness dos anos 1970 continuou no início dos anos 1980. Roupas de rua femininas usadas no início dos anos 1980 em geral, incluíam moletons rasgados,[7] collants, moletons,[8] e trajes de treino (especialmente os feitos em veludo).[2]
- Os acessórios esportivos foram uma tendência massiva no início dos anos 1980, e sua popularidade foi em grande parte impulsionada pela popularização da aeróbica. Isso incluía polainas, cintos largos,[8] tiaras elásticas e calçados esportivos conhecidos como 'tênis ginásticos' no Brasil[9] ou 'treinadores ginásticos' em Portugal.[10]

#### Moda profissional
- Na década de 1970, mais mulheres estavam ingressando no mercado de trabalho, então, no início da década de 1980, as mulheres trabalhadoras não eram mais consideradas incomuns. Como forma de se proclamarem iguais no mercado de trabalho, as mulheres passaram a se vestir com mais seriedade no trabalho. As roupas populares para mulheres no mercado de trabalho incluem saias na altura do joelho, calças largas, um blazer combinando e uma blusa de cor diferente. Sapatos de salto alto eram usados com frequência.[2] Os sapatos formais tornaram-se mais confortáveis durante esse período, com os fabricantes adicionando solas que eram mais flexíveis e sustentáveis.[11] Os sapatos com saltos moderadamente pontiagudos e dedos relativamente pontiagudos desde o final dos anos 1970 continuaram sendo uma tendência da moda.

### Meados dos anos 1980 (1984–86)

#### Cores brilhantes

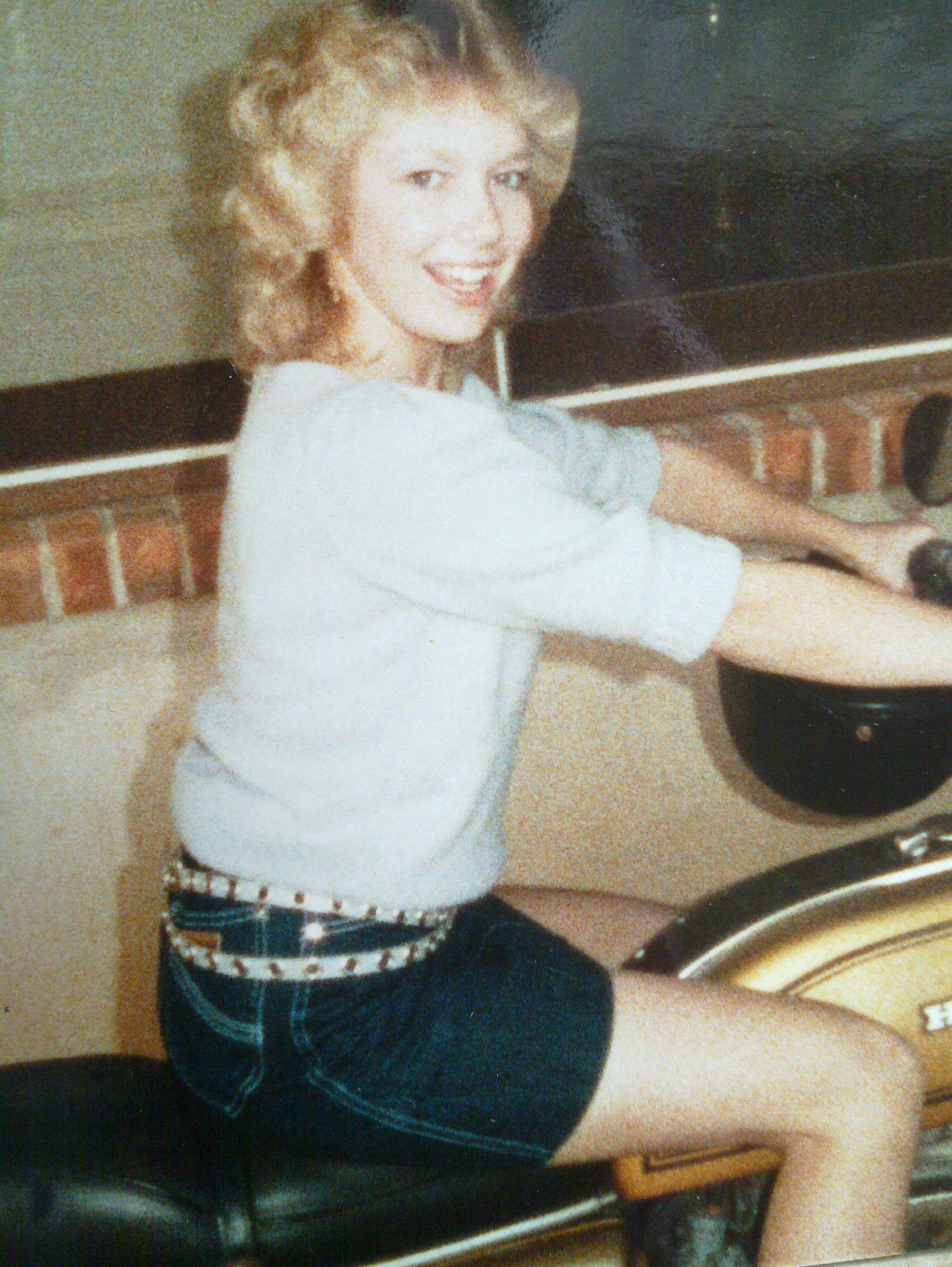
Jovem usando uma minissaia com dois cintos finos, c. 1984-1986.

- A moda feminina no início da década de 1980 tornou-se mais colorida por volta de 1983. Isso incluía casacos longos de lã, saias longas largas, minissaias justas, calças ligeiramente cônicas e calças estribo, jeans de grife,[3] spandex shorts de ciclismo,[12] suéteres extremamente longos e volumosos, macacões, cores pasteis, moletons sob jeans justos, gabardinas de couro, casacos de pele,  cachecóis extremamente grandes, gorros, luvas de couro e vestidos usados com cintos finos.  A mania da aeróbica do início dos anos 1980 continuou até meados dos anos 1980, mas as roupas tornaram-se mais coloridas do que antes.
- Os calçados femininos de meados da dos anos 1980 incluíam sandálias de tiras, sandálias de salto gatinho, sapatilhas, botas rasas e Keds.[2]
- Na década de 1980, a estrela pop em ascensão Madonna provou ser muito influente para a moda feminina. Ela surgiu pela primeira vez na cena da dance music com seu visual de "moleque de rua" consistindo em saias curtas usadas sobre leggings, colares, pulseiras de borracha, luvas, tiaras de cabelo, cordões, cabelos descoloridos e desgrenhados com raízes escuras, e tiaras feitas de fitas de renda. Em sua fase "Like a Virgin", milhões de meninas em todo o mundo imitaram seu exemplo de moda que incluía sutiãs usados como agasalhos, enormes joias de crucifixo, luvas de renda, saias de tule e cintos boytoy.
- Luvas (às vezes com ou sem os dedos a mostra) foram popularizadas por Madonna, assim como meias arrastão e camadas de colares de contas. Minissaias curtas e justas de Lycra ou couro e vestidos tubulares também foram usados, assim como jaquetas cortadas estilo bolero. Preto era a cor preferida pela maioria. Antes de meados de 1984, era tabu mostrar combinações com a alça do sutiã em público. Uma roupa de baixo visível era um sinal de inaptidão social, só chegou a ser aceitável a partir dos anos 2000. Com as formas mais extremas da nova moda, as mulheres jovens renunciariam a roupas externas convencionais por bustiês de estilo vintage com tiras rendadas e vários crucifixos grandes. Isso era tanto uma afirmação de liberdade sexual quanto uma rejeição consciente das modas andróginas prevalecentes.

#### Vestimenta formal

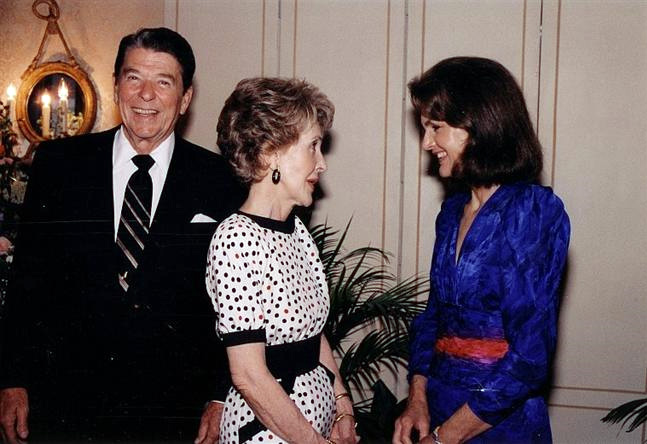
O presidente Ronald Reagan e sua esposa, Nancy Reagan, são vistos com Jacqueline Kennedy Onassis.

- Os programas do horário nobre da televisão Dallas e, em particular, Dynasty influenciaram cada vez mais as ombreiras. As ombreiras, popularizadas por Joan Collins e Linda Evans da novela Dynasty, foram populares de meados dos anos 1980 até o início de 1990, com seus figurinos marcantes. Dallas entretanto, também promoveu exibições de riqueza envolvendo joias e roupas brilhantes.[13] Enquanto isso, a moda feminina e os sapatos executivos revisitaram os dedos pontudos e os saltos pontiagudos que eram populares nos anos 1950 e início dos anos 1960. Algumas lojas estocavam sapatos da moda com capa de lona ou cetim na cor branca e tingiam-nos da cor preferida do cliente, de preferência em cores brilhantes.

- Nesse período, as mulheres estavam ficando mais confiantes no ambiente de trabalho e tentando progredir na carreira. Essas mulheres queriam se enquadrar em níveis gerenciais mais altos, imitando uma aparência masculina por meio da moda para parecer mais capazes. Assim, eles usariam roupas empoderadoras que retratassem a masculinidade, fazendo com que parecessem mais profissionais. Isso seria realizado com atributos como ombros mais largos com o auxílio de acolchoamento e mangas bufantes.[14] Outros itens incluídos vestidos usados com cintos finos ou grossos, saias plissadas ou lisas, meia-calça ou meia-calça, calças na altura do tornozelo às vezes usadas com meia-calça ou meia-calça por baixo, sapatilhas de balé sapatos sociais, suéteres longos, sapatos de barco e botas rasas de comprimento curto.
- Um filme de Lizzie Borden, Working Girls, afetou a forma como a sociedade percebe as mulheres em diferentes campos e posições; também apresenta feminismo e tópicos sobre capitalismo. Working Girls é uma produção independente publicada em 1986 sobre o cotidiano de prostitutas de classe alta em um pequeno bordel em Manhattan. Os personagens principais da história têm experiências como graduados da Universidade de Yale e Direito;  o filme deixa claro que eles não foram forçados a entrar em campo, mas o escolheram eles mesmos.  Ao longo do filme, o power dress foi promovido junto com a capacidade das mulheres de assumirem o controle de seu próprio futuro.[15][16]
- Após a explosão econômica ocidental em meados da década de 1980, a geração mais jovem teve uma influência menor na moda, pois teve menos impacto no mercado. O principal consumidor passou a ser as gerações mais velhas, financeiramente mais estáveis e influenciadas por notícias políticas internacionais. O thatcherismo foi promovido no Reino Unido pelo Partido Conservador Britânico. A líder feminina do partido conservador britânico, Margaret Thatcher, em seu terno de poder rapidamente se tornou um dos símbolos mais conhecidos da década de 1980. Os ternos usados por Thatcher eram geralmente em tons únicos com um chapéu, jaqueta e saia combinando, que terminava abaixo do joelho.  Um ombro largo e um colar de pérolas também faziam parte de seu traje regular. Seu estilo político era direto, eficaz e às vezes criticado como não empático o suficiente. Mas não há dúvida de que sua aparência retratava sua habilidade, poder e autoridade, que é o que muitas mulheres trabalhadoras desejavam naquela época.[17][18]

### Final dos anos 1980 (1987–89)

#### Modas acessíveis ao consumidor
- No final da década, as influências da Lady Diana se tornaram ainda mais fortes na moda mundial, e Xuxa se tornava popular na moda, com seu programa Xou da Xuxa, que foi exibido pela Globo entre 1986 até 1992 trouxe algumas tendências para a moda sul-americana e latino em geral, shorts viam a ser mais populares, ombreiras, mangas bufantes, jaquetas de couro, cores vibrantes, cortes de cabelos com franjas e ligas de cabelo, acompanhados por penteados amplos e crespos ainda em alta.
- De 1987 até o início dos anos 1990, a minissaia era o único comprimento apoiado por designers de moda. Embora saias de qualquer comprimento fossem aceitáveis nos anos anteriores, toda a atenção era dada à saia curta, especialmente entre adolescentes e mulheres jovens que usavam meia-calça, leggings ou meias grossas.  As ombreiras ficaram cada vez menores.[2] Os acessórios populares na Grã-Bretanha, França e Américas incluíam sapatos de cores vivas com saltos finos, cintos estreitos multicoloridos, boinas, luvas, colares de contas e  pulseiras de plástico.[2]
- As roupas femininas no final da década de 1980 incluíam jaquetas (cortadas e longas), casacos (tanto de tecido quanto de pele falsa), casacos reversíveis do avesso (couro de um lado, pele falsa do outro), moletons de rugby,[2] vestidos suéter, tafetá e vestidos puff, vestidos baby doll usados com leggings capri ou shorts estilo ciclista, meias exuberantes e Keds ou Sperrys com collants opacos e sapatos agulha. Neon ou cor pastel estavam presentes em macacões, camisetas grandes ou extralongas, blusas, camisas de botão, ou top croop baixos usados popularmente com shorts jeans e calças com estribo, minissaias, calças stretch, calças cônicas, e outras combinações.[19][20] vestido feitos com base de leggings acompanhados por um suéter de gola V grande sobre uma gola alta, meias grossas e sapatos keds. Franjas com uma faixa de cabeça ou rabo de cavalo e elástico, "calças felizes" (calças caseiras feitas em designs arrojados com cores brilhantes) e meias opacas combinando com os calçados.[2] As cores populares incluem tons neon, ameixa, ouro, rosa, azuis e brilhantes cor de vinho.

## Moda masculina

### Início dos anos 1980 (1980–83)
- No início dos anos 1980, a moda se afastou do visual descuidado hippie e passou a usar o estilo disco exagerado do final dos anos 1970.  As roupas esportivas eram mais populares do que os jeans durante esse período, assim como as cores mais suaves.  As cores populares eram preto, branco, índigo, verde floresta, bordô e diferentes tons de marrom, bronzeado e laranja.  Veludo, veludo e poliéster eram tecidos populares usados em roupas, especialmente camisas de botão e decote em V. Calças mais largas permaneceram populares durante esta época, sendo bastante largas, porém retas, e camisas mais justas eram especialmente populares, às vezes em um estilo atlético cortado. O público em geral, nessa época, queria usar roupas de baixa manutenção com cores mais básicas, já que a recessão global que ocorria na época mantinha roupas extravagantes fora do alcance.[2] Também eram listradas e com listras de tamanhos variados (tendência que durou até o início dos anos 90) às vezes é usada com a parte superior dobrada e usada com shorts curtos. Não era incomum ver pais nessa tendência, especialmente pais usando isso junto com seus filhos. Tops na altura do peito eram populares entre homens mais jovens.
- As roupas populares usadas pelos homens no início da década de 1980 incluem agasalhos,[21] suéteres com decote em V, camisas de poliéster e veludo com gola pólo, camisas esportivas, jeans de perna reta, jeans enrolado para exibir suas meias, botões de poliéster, bota de cowboy,[22] gorros e moletons.  Nessa época, tornou-se aceitável que os homens usassem paletós e calças esportivas em lugares que antes exigiam um terno.[2] No Reino Unido, as calças infantis continuavam alargadas, mas apenas ligeiramente.

#### Influência danew wave
- Do início a meados dos anos 1980, grupos pós-punk e new wave influenciaram a moda masculina e feminina. Ternos justos feitos comercialmente, gravatas finas em couro ou padrões em negrito, camisetas listradas, jaquetas Just for Members, roupas esportivas, camisas de tecido metálico, óculos de gato, óculos de aro chifre com armações de cores vivas e maquiagem em neon andrógino,[23] e imaculadas jaqueta de couro estavam sendo muito usadas.[24] Penteados comuns incluíam um topete curto para homens, o cabelo masculino só começaria a ganhar volume a partir de 1983, ou um cabelo grande e selvagem e cores unissex típicas para roupas, incluindo turquesa, azul-petróleo, vermelho, amarelo neon e branco em um fundo azul.

#### Vestimenta formal

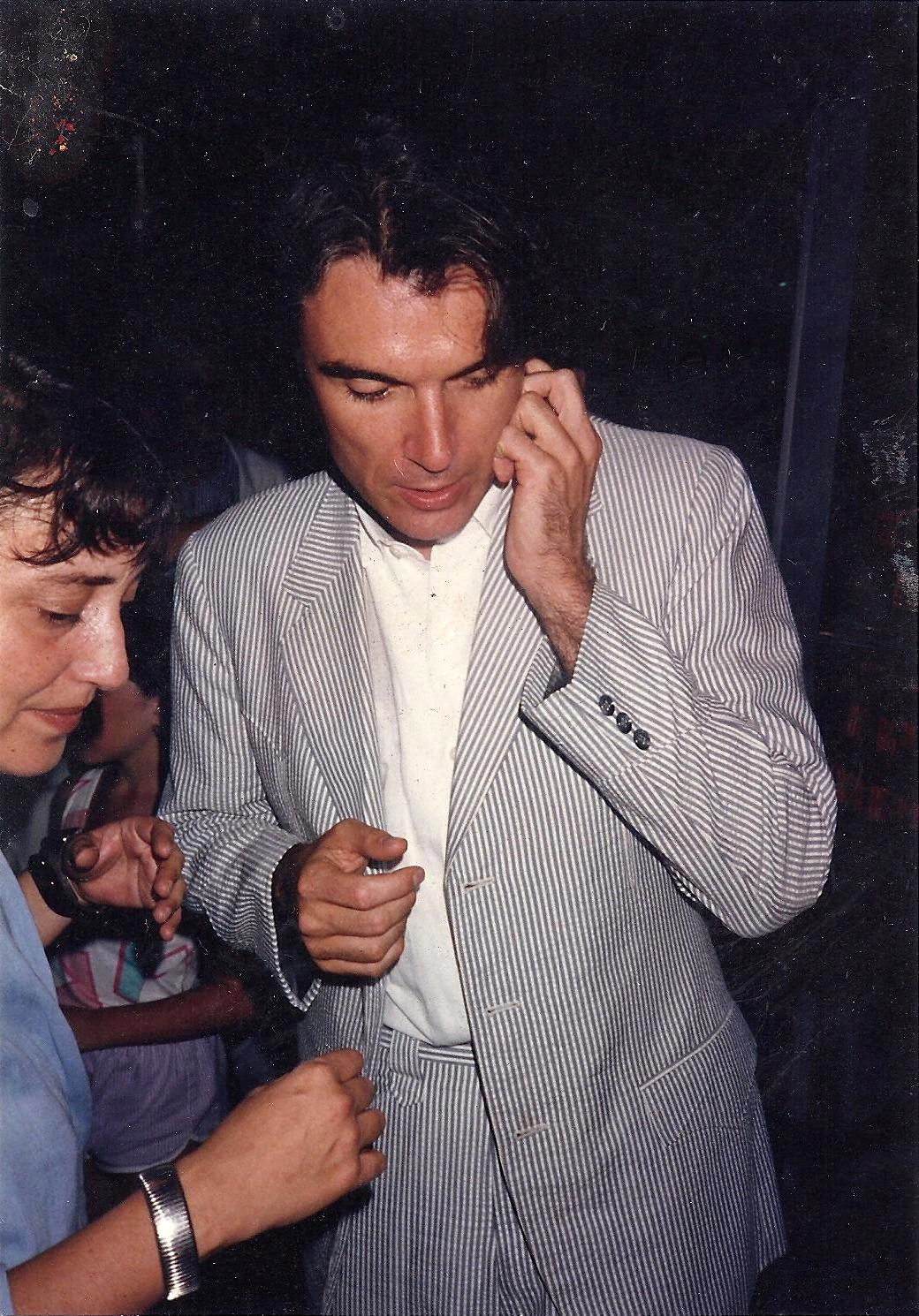
David Byrne vestindo um estilo mauricinho seersucker blazer e uma camisa Oxford branca, 1986.

- Em resposta à moda punk de meados dos anos 1970,[4] houve um retrocesso ao estilo Ivy League dos anos 1950. Este renascimento foi definitivamente resumido em um livro de bolso extremamente popular lançado em 1980: The Official Preppy Handbook.  Roupas populares para homens incluem camisa Oxford, suéteres, gola alta, camisas pólo com colarinho,[4] calças cáqui, meias argyle, vestido-calças, Hush Puppies, sapatos Oxford, sapatos redondos, suspensórios, seersucker ou ternos de linho listrado, cotelê de veludo e suéteres tricotados que eram  geralmente usados amarrados nos ombros.[25]

### Meados da década de 1980 (1984–86)

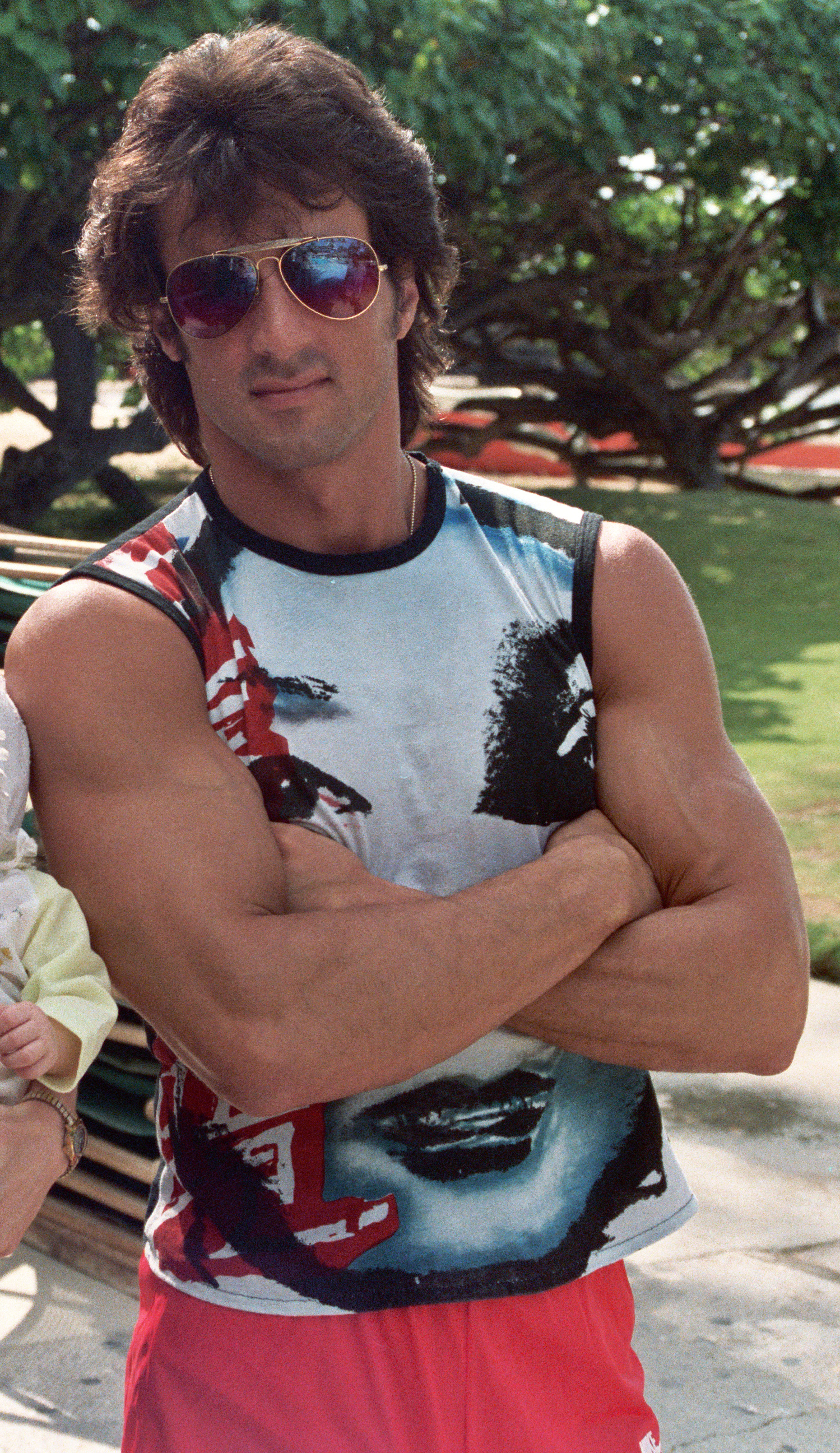
Sylvester Stallone em 1984 usando uma regata estampada em preto e vermelho, e shorts curtos de aba alta. Acompanhado por óculos escuros estilo aviador.

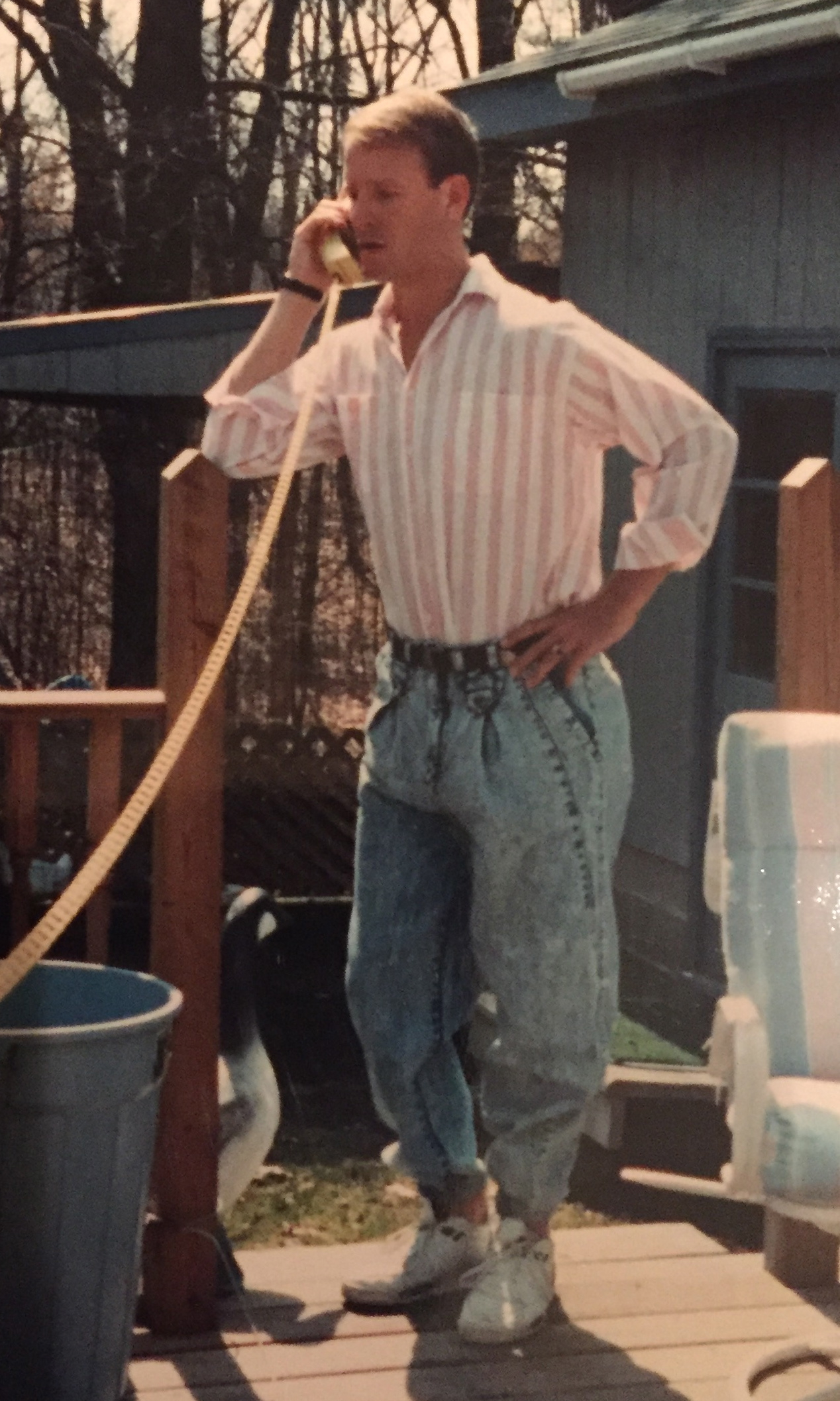
Homem dos meados dos anos 80 usando camisa listrada, calça jeans-light e tênis brancos com meias grossas c. 1984-1987.

#### Miami Vice/Magnum P.I.look e influência de Michael Jackson
- Em meados dos anos 1980, as tendências populares incluíam lã casacos esportivos, Levi 501s, camisas havaianas, ternos concha, suéteres tricotados à mão, camisas esportivas, agasalhos, camisa de flanelas, coletes de flanela reversíveis, jaquetas  as partes internas acolchoadas, nylon jaquetas, anéis de ouro, spandex shorts de ciclismo,[12] botas de cowboy,[22] e calças cáqui  com costuras irregulares.[2]
- A metade dos anos 80 trouxe uma explosão de estilos coloridos em roupas masculinas, impulsionada por séries de televisão como Miami Vice e Magnum, P.I.. Isso resultou em tendências como camisetas por baixo de jaquetas caras, ternos com ombros largos e acolchoados, camisas havaianas (complementadas com casaco esportivos, geralmente com lapelas pespontadas no topo para um visual "sob medida") e (em contraponto à camisa brilhante) jaquetas que geralmente eram cinza, bege, enferrujadas ou brancas. Jaquetas de micro camurça e veludo cotelê práticos tornaram-se escolhas populares, especialmente entre aqueles com um estilo ocidental.
- Michael Jackson também foi uma grande influência da moda para meninos adolescentes e jovens, como calças e jaquetas de couro vermelho/preto, luvas brancas, óculos escuros e jaquetas de couro desbotadas com ombros largos e mangas bufantes.

#### Vestimenta poderosa
- Os trajes masculinos de negócios viram o retorno das riscas de giz pela primeira vez desde os anos 1970. As novas listras eram muito mais largas do que nos ternos dos anos 1930 e 1940, mas eram semelhantes aos estilos dos anos 1970. Os ternos de três peças começaram a declinar no início dos anos 1980 e as lapelas em ternos tornaram-se muito estreitas, assim como no início dos anos 1960. Enquanto os coletes na década de 1970 costumavam ser usados altos com seis ou cinco botões, aqueles feitos no início dos anos 1980 geralmente tinham apenas quatro botões e eram feitos para serem usados baixos.[26][27] As gravatas finas brevemente populares no início dos anos 80 foram logo substituídas por gravatas listradas mais largas, geralmente em cores mais conservadoras do que as gravatas finas dos anos 70. Ternos trespassados inspirados na dos anos 1940 foram reintroduzidos na década de 1980 por designers como Giorgio Armani, Ralph Lauren e Anne Klein.[26][27] Eles eram conhecidos como 'ternos de energia' e eram normalmente feitos em azul marinho, carvão cinza ou força aérea azul.[26][27][28]

#### Roupas tropicais

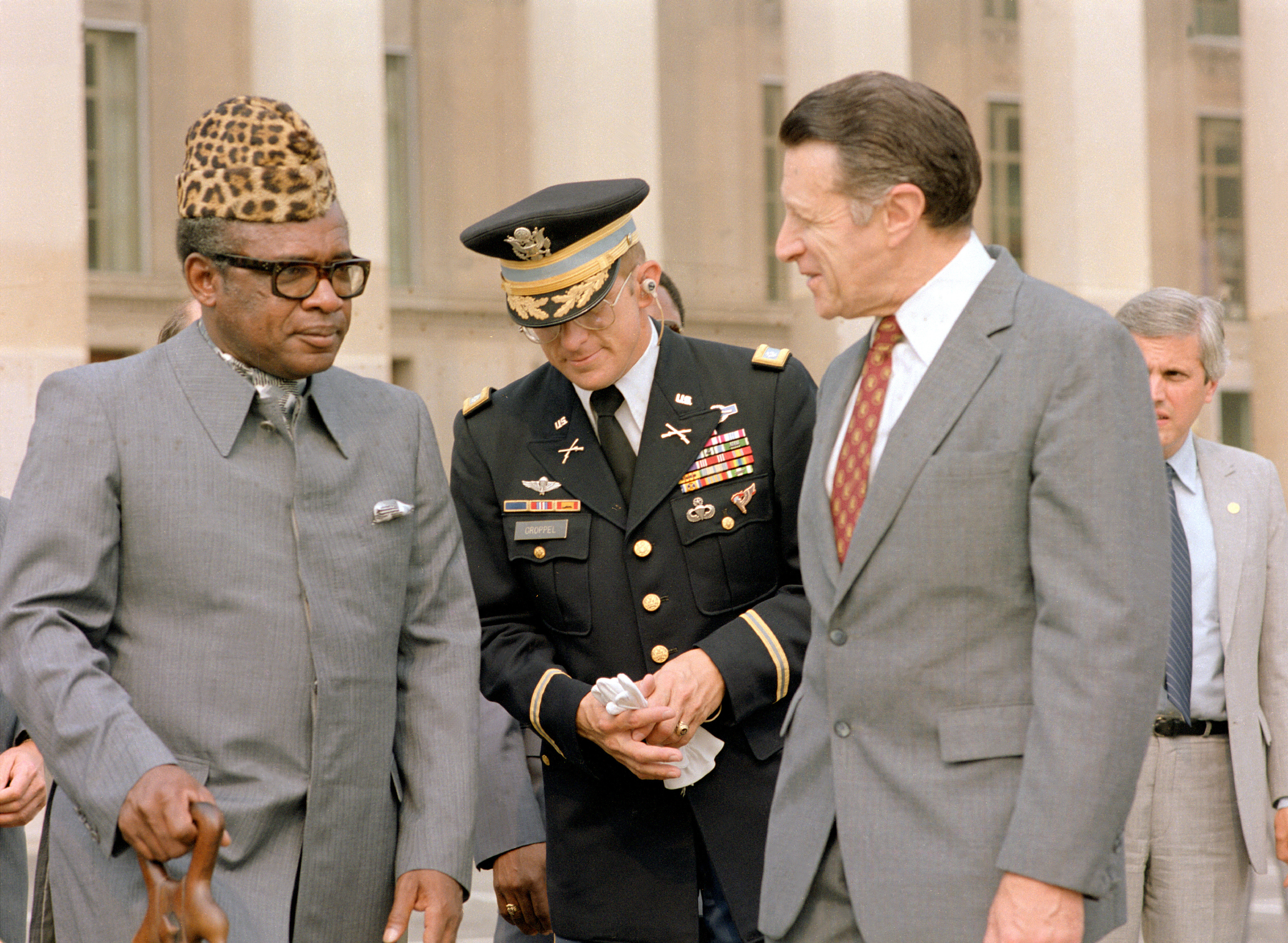
Mobutu vestindo jaqueta safari, 1984.

- Como alternativa ao macacão, o casaco safari, terno Nehru e terno Mao permaneceram populares na Austrália, África do Sul, Índia, China e Zaire, onde era conhecido como Abacost[29] e usado com um chapéu com estampa de leopardo semelhante  o boné de Astrakhan. Ao mesmo tempo, jovens dândis africanos conhecidos como sapeur se rebelaram contra a "supressão" da moda ocidental pelo governo pós-descolonização[30] investindo em ternos caros de grife da Itália e da França e ouvindo a música do soukous do Papa Wemba.[31] Isso continuou até a deposição e morte do ditador Mobutu no final de 1990, quando o surto de  uma guerra civil no Zaire resultou no desaparecimento dos sapeurs até a década de 2010.[32]
- No Havaí, camisa Aloha e bermuda foram usados nas Aloha Fridays. No final da década, quando o costume das sextas-feiras casuais se espalhou para os Estados Unidos, essa roupa tornou-se aceitável como roupa de negócios havaiana diária.[33] Em outras partes do Caribe e da América Latina, especialmente México, Equador, Colômbia,[34] e Cuba, os homens usavam o guayabera camiseta para ocasiões semiformais em imitação dos presidentes Fidel Castro e Luis Echeverria.[35]

### Final dos anos 1980 (1987-89)

#### Doc Martens
- Doc Martens eram sapatos escuros ou botas com sola almofadada com ar, usados por ambos os sexos na década de 1980.  Eles foram um acessório de moda essencial para os skinheads e subculturas punk no Reino Unido. Às vezes, os Doc Martens combinavam com minissaias ou vestidos estilosos Laura Ashley.[36] Eles eram uma característica importante da pós-punk em 1980, o look gótico apresentava cabelo comprido penteado para trás, pele clara, sombra escura, delineador e batom, esmalte preto, pulseiras e coleiras pontiagudas, roupas pretas (muitas vezes feito de gabardine), e couro ou veludo com acabamento em renda ou material arrastão. Os espartilhos costumavam ser usados por meninas.  As bandas britânicas que inspiraram a tendência gótica incluem The Cure, Siouxsie and the Banshees e The Cult.  Essa tendência voltaria na década de 1990.

#### Calça pára-quedas
Calça pára-quedas é um estilo de calças caracterizado pelo uso de nylon ripstop ou cortes extremamente largos. No estilo original de ajuste justo e zíper externo do final dos anos 1970 e início dos anos 1980, "pára-quedas" se referia ao material de náilon sintético das calças. No final da década de 1980, "pára-quedas" pode ter se referido à extrema folga da calça. Estas também são conhecidas como calças "Hammer", devido ao estilo característico do rapper MC Hammer. As calças Hammer diferem das calças pára-quedas dos anos 1970 e início dos anos 1980. Eles são normalmente usados como roupas masculinas e muitas vezes são de cores vivas. As calças paraquedistas se tornaram uma moda na cultura dos EUA na década de 80 como parte de uma popularidade crescente do breakdance.

## Penteados e cortes

### Penteados femininos

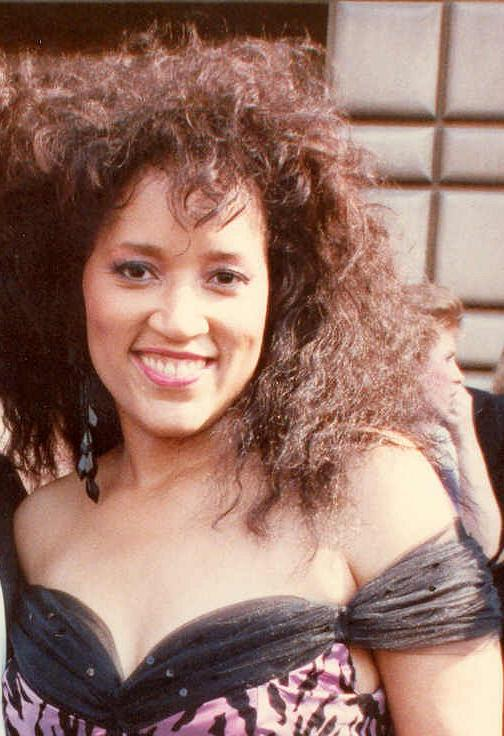
Entre as mulheres, cabelo volumoso e puffed era popular. (Jackée Harry, 1988)

Embora o cabelo liso fosse a norma no início da década, como muitos estilos do final dos anos 1970 ainda eram relevantes, o permanente havia entrado na moda em 1980. O cabelo ser preso em coques ou amarrado por ligas lateralmente era bastante comum principalmente em adolescentes.
Estilos de cabelo grandes e excêntricos foram popularizados por estrelas do cinema e da música, em particular entre adolescentes, mas também adultos.  Esses estilos de cabelo se tornaram icônicos em meados da década de 1980 e incluem grandes franjas usadas por meninas do ensino fundamental e médio, universitárias e mulheres adultas.  Em geral, havia uma quantidade excessiva de gel usada para modelar o cabelo de um indivíduo, o que resultava em uma aparência popular e brilhante e em maior volume.  Algumas mousses até continham glitter.
A partir de 1989 o cabelo começou a diminuir drasticamente de volume, principalmente na Europa, e as franjas substituídas por repartições laterais, mais volumosos dos lados e de comprimento maior. Apesar disso, regiões suburbanas e rurais ainda continuam com alguns estilos e resquícios dos anos 80 até meados da década de 1990.
Começando no final dos anos 80, os altos rabo de cavalo s, os laterais rabo de cavalo s e os rabo de cavalo laterais altos com scrunchies ou tiaras tornaram-se comuns entre as garotas de acima fundamental, médio, médio, médio, superior e mulheres adultas.

### Penteados masculinos

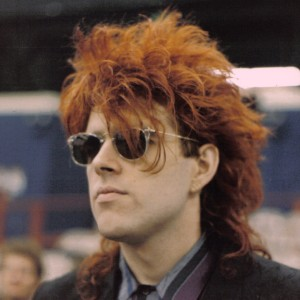
Tom Bailey dos Thompson Twins em 1986.

Em 1981, o cabelo curto havia voltado para os homens, em reação aos shag e corte mod de meados ao final dos anos 70. As costeletas das décadas de 1960 e 1970 viram um declínio massivo na moda, e muitos homens usavam corte de cabelo de topete. Barbas saiu de moda devido à sua associação com hippies, considerada como subcultura má, porém bigodes permaneceram comuns entre os homens de colarinho azul.
De meados dos anos 1980 até o início dos anos 1990, os cortes mullets eram populares em áreas suburbanas e rurais entre os homens da classe trabalhadora.  Isso contrastava com um visual conservador preferido pelos profissionais de negócios, com cabelos curtos bem penteados para os homens e cabelos lisos e elegantes para as mulheres.  Alguns homens também usavam franja em estilos como frontal ou lateral regular, mas eles não eram tão grandes quanto as franjas das mulheres e meninas. Hairsprays como Aqua Net também foram usados em excesso por fãs de bandas de glam metal como Poison.
Durante o final dos anos 80, as tendências nos pelos faciais dos homens incluíam a barba por fazer.

## Universo tecnológico
Com todas o avanço tecnológico, a moda oitentista se baseou em tudo que era novo, moderno e eletrônico. O Japão, foi um dos grandes países inspiradores da moda da época. O surgimento do stretch dava um ar futurista as roupas, mesmo assim, várias pessoas aderiam aos brechós procurando a moda do armário da "vovó". Os cabelos aderiram um corte assimétrico, com franjas repicado. Muitos usavam com gel, e mantinham um topete tão alto quanto conseguiam. A tintura com cores exóticas e marcantes se tornou mais frequente entre os jovens.
Mesmo com tom de constante inovação, vários estilistas preferiam manter o tom sóbrio de suas roupas , não aderindo a moda futurista. Foi como o famoso estilista Giorgio Armani fez, com seus cortes sóbrios garantiu a elegância de homens e mulheres que se adaptavam ao estilo clássico.

## O corpo perfeito
Para a época, ser bem vestido era apenas um detalhe se não houvesse um belo corpo. A febre da malhação e ginástica, veio acompanhada das inúmeras academias que se estendiam cada vez mais pelos centros urbanos. Entre os jovens, era comum irem a academias para aulas de dança com música ritmadas, vestidos com collants e polainas, o objetivo do homem era ter um corpo bonito e saudável, aliado a moda e o sucesso.
A moda das academias fez com que o tênis, o moletom e a lycra, não fossem mais peças exclusivamente esportivas. Sendo popularizadas para ocasiões cotidianas, ganhando tons modernos e urbanos. O tênis ganhou milhares de "looks" alternativos, nas mais variadas formas e cores. Sendo assim, o calçado que se tornou febre da moda era o All-star, pelo seu estilo simples e confortável, mas com as mais variadas cores e estampas, considerado um tênis inovador, foi (e ainda é) um dos calçados mais famosos e usados pelos jovens.

## A moda e a música
A música, além do cinema, foi um dos mais importantes meios de difusão da moda. Não havia apenas um estilo do momento, todas as tribos se estendiam com as mais diversas tendências: pops, darks/góticos, headbangers e rastafaris, havia estilo diversificado para todos. Ao contrário do atual, o pop que fazia sucesso na época era o mais melancólico. Bandas como The Smiths, The Cure e Joy Division, fizeram sucesso estrondoso, principalmente com a divulgação dos videoclipes, que associava rapidamente a imagem a música.
Madonna, apesar de não fazer o estilo pop-melancólico, e sim extremamente alegre, influenciou a sociedade com seu estilo livre e despudorado, com cores vibrantes e cortes exóticos. No mesmo estilo, fizeram grande sucesso cantoras como Cindy Lauper e a brasileira Xuxa.

## Maquiagem e acessórios
Acompanhando as roupas, tudo era muito colorido e extravagante. Na maquiagem, as mulheres usavam muito colorido, sombras fortes e batom com cores vivas, sempre na linha exótica e chamativa. Os acessórios não poderiam ficar de fora da moda futurista, o acrílico e o plástico entraram em alta, nas mais variadas cores, geralmente cintilantes. Por terem um aspecto do futuro e um baixo custo, pulseiras, brincos e colares deste material foram a grande sensação.

## Exagero e ostentação
Os anos 80 serão eternamente lembrados como uma década onde o exagero e a ostentação foram marcas registradas. Os seriados de televisão, como Dallas, mostravam mulheres glamourosas, cobertas com jóias e por todo o luxo que o dinheiro podia pagar. A moda apressou-se por responder a esses desejos, criando um estilo nada simplório. Todas as roupas de marcas conhecidas tinham seus logos estampados no maior tamanho possível. O jeans alcança seu ápice, ganhando status. E os shoppings tornaram-se paraíso dos consumistas. Pode-se dizer que os anos 80 começam realmente em 1977, com o sucesso da música “disco” inspirados no filme Saturday Night Fever. Voltam à tona, o glamour da noite e o charme do excesso e do brilho, deixando para trás o estilo hippie dos anos 70. A juventude trouxe de volta o que já era considerado “velho”: roupas sob medida e vestidos de baile. Os anos 80 seguem o charme e a sofisticação dos anos 60, porém com um certo exagero. Nesta década, os japoneses marcaram posição no cenário internacional. Em um universo tecnológico (o Atari surgiu nessa época), a moda inspirou-se no Japão, emergente com suas novidades, e em tudo o que fosse electrónico: neons, computadores, automáticos, etc.